# Goudelancourt-lès-Pierrepont
Goudelancourt-lès-Pierrepont település Franciaországban, Aisne megyében. Lakosainak száma 141 fő (2022. január 1.). Goudelancourt-lès-Pierrepont Bucy-lès-Pierrepont, Cuirieux, Ébouleau, Mâchecourt, La Neuville-Bosmont és Saint-Pierremont községekkel határos.

## Népesség
A település népességének változása:
| Lakosok száma | 200  | 148  | 129  | 131  | 156  | 143  | 135  | 136  | 138  | 141  |
|               | 1968 | 1982 | 1990 | 2006 | 2013 | 2015 | 2017 | 2019 | 2020 | 2022 |